# Batasuna
Batasuna («Unidad» en euskera; pronunciado /batásuná/) fue un partido político de ideología nacionalista vasca, independentista y socialista considerado brazo político de Euskadi Ta Askatasuna (ETA) por España y la Unión Europea.
Su ámbito de actuación incluía las comunidades autónomas españolas del País Vasco y Navarra, además de la región del País Vasco francés. Formaba parte de la izquierda abertzale y del Movimiento de Liberación Nacional Vasco.
Aunque en España fue ilegalizada en 2003, en Francia continuó siendo legal, donde era miembro de la coalición Euskal Herria Bai junto con Abertzaleen Batasuna (AB) y Eusko Alkartasuna (EA), y mantuvo su actividad como una organización política más hasta su disolución el 3 de enero de 2013. Debido a su ilegalización, la denominación más común para este sector político ha sido la de izquierda abertzale o ezker abertzalea (en euskera).

## Fundación
Batasuna fue creada el 23 de junio de 2001 como una refundación de la agrupación Euskal Herritarrok (EH) para intentar unir en único partido a los abertzales de izquierda de todo Euskal Herria. Sus componentes eran principalmente miembros de Herri Batasuna (HB) a los que se unieron algunos exmilitantes de Abertzaleen Batasuna (AB), la coalición independentista del País Vasco francés, contrarios a la decisión mayoritaria (67% frente al 29%) que aprobó permanecer en dicha formación y no integrarse en Batasuna.
Con la refundación y el cambio de nombre se pretendía crear un partido político que funcionase en todo Euskal Herria, ya que tanto HB como EH eran coaliciones que sólo actuaban en las comunidades autónomas españolas de Navarra y País Vasco, y por su parte AB se veía restringido a un País Vasco francés carente además de departamento propio. Mientras tanto, se iban consolidando otras fuerzas cuyo ámbito de actuación sí abarcaba este conjunto de territorios, camino este que iniciara en su día Euskal Herriko Alderdi Sozialista (EHAS), que luego continuó Eusko Alkartasuna (EA) tras su escisión del Partido Nacionalista Vasco (PNV) y que prosiguió el propio PNV como reacción a la actividad de EA y el nacionalismo de izquierda.
Durante octubre de 2000, en el proceso que culminó en la formación de Batasuna se debatieron cinco ponencias principales: Igitaia eta Mailua ('La hoz y el martillo'), de Euskal Herriko Komunistak; Piztu Euskal Herria ('Encender Euskal Herria'), partidaria de la desobediencia civil; Arragoa ('Crisol'), presentada por miembros de Zutik y Batzarre a título personal y muy crítica con la violencia de ETA; Aralar, de la corriente del mismo nombre y también partidaria del fin de ETA; y la mayoritaria Bateginez ('Unificando'). Al ser rechazada la ponencia Aralar, sus partidarios terminaron descolgándose para crear más adelante el partido Aralar (argumentando discrepancias con la línea oficial respecto a la acción terrorista de ETA). La decisión motivó contenidas críticas por parte del portavoz de Batasuna, una más agria censura por parte del sindicato LAB y encendidos elogios de otras fuerzas políticas. A su vez, también se descolgaron tanto Acción Nacionalista Vasca (ANV), que siguió apoyando el proyecto pero quiso mantener su histórica forma de partido autónomo, como el ya citado AB, que a pesar del abandono del sector afín a Batasuna se vio consolidado como el referente principal del nacionalismo vasco en el País Vasco francés.

## Ideología
Batasuna se autodenominaba independentista, socialista, feminista y ecologista. Entre sus objetivos prioritarios se encuentra el cambio de marco político, económico y social, así como la consecución del derecho de autodeterminación para Euskal Herria y su independencia respecto a los estados español y francés. Batasuna se consideraba socialista, y defendía la creación de un espacio socioeconómico vasco y un marco propio de relaciones laborales.
Su objetivo era la creación de un Estado vasco independiente, socialista y euskaldún, apostando desde el año 2010 por la "lucha de masas", la "lucha institucional" y la "lucha ideológica", así como la acumulación de fuerzas soberanistas y la búsqueda de apoyo internacional, rechazando por ello el uso de la violencia.

## Situación legal
Desde 2003 se encontraba ilegalizada en España en aplicación de la Ley de Partidos, tras considerar probado según el Tribunal Supremo que la creación de este partido político fue «un hecho instrumental por parte de la banda terrorista ETA, que forma parte de ella y que es incompatible el ejercicio de la política con la invocación, defensa o justificación de la violencia como método válido para su ejercicio». Por su parte, Batasuna alegaba que existe un conflicto político y que es simplista condenar las acciones de una de las partes implicadas mientras se ignoran las de la otra facción, refiriéndose a los Estados español y francés.

«Los Estados español y francés mantienen por la fuerza un modelo jurídico-político que divide nuestro territorio en tres. No permiten que la ciudadanía vasca pueda decidir en libertad su propio futuro. Temen un ejercicio de democracia plena; otorgar la palabra y la decisión a la ciudadanía. Esta imposición, incomprensible en cualquier sociedad democrática, ha alargado la situación de violencia y enfrentamiento armado, generando costes humanos y políticos gravísimos. Superar esta situación es una prioridad para la izquierda abertzale».
Principios y voluntad de la izquierda abertzale, declaración pública del 14 de noviembre de 2009.

Al tratarse de un partido político ilegal, no podía concurrir a procesos electorales celebrados en territorio español, del mismo modo que tampoco podía convocar actos institucionales, aunque no dejó de existir como formación política y tampoco de tener un apoyo significativo en la sociedad vasca (véase «Intentos de presentarse a las elecciones»). 
Batasuna fue incluida por la Comisión Europea, concretamente por parte de Europol, en la lista europea de organizaciones terroristas, decisión que el Consejo de Justicia y Asuntos de Interior (JAI) adoptó por unanimidad en junio de 2003.
Por el contrario, en Francia fue una organización política legal con capacidad para presentarse a las elecciones hasta su autodisolución en 2013, aunque su apoyo electoral y popular era significativamente menor que en el País Vasco y Navarra. En 2004 promovió la candidatura Herritarren Zerrenda (HZ) para las elecciones al Parlamento Europeo, obteniendo el 2,55% de los votos válidos en el departamento de Pirineos Atlánticos. En 2007 Batasuna concurrió a las elecciones legislativas francesas formando parte de la coalición Euskal Herria Bai junto a Abertzaleen Batasuna (AB) y Eusko Alkartasuna (EA). Los integrantes de Euskal Herria Bai mantuvieron la coalición para las elecciones cantonales de 2008 obteniendo el 13,75% de los sufragios, pero no para las europeas de 2009, por lo que Batasuna decidió promover en éstas la candidatura Euskal Herriaren Alde obteniendo el 2,7% en el conjunto del departamento de Pirineos Atlánticos.

## Ilegalización

### La lista de organizaciones terroristas de Estados Unidos
El 26 de febrero de 2002, el Gobierno de Estados Unidos emitió una orden por la que se añadía a ETA a su lista de terroristas y organizaciones terroristas, así como a algunos miembros de esta organización, cuyos nombres recogió la Guardia Civil para especificar sus acciones terroristas. En dicha lista se consideraba e incluía a Batasuna como uno de los alias de ETA, además de Askatasuna, Gestoras Pro Amnistía, Ekin, Euskal Herritarrok, Herri Batasuna, Jarrai, Haika, Segi, KAS y Xaki.

### La Ley de Partidos en España
El 19 de abril de 2002, el Consejo de Ministros aprobó la remisión a las Cortes Generales de un proyecto de Ley Orgánica de Partidos Políticos, tras los informes favorables del Consejo General del Poder Judicial y el Consejo de Estado, cuyo propósito legislador era ilegalizar Herri Batasuna.

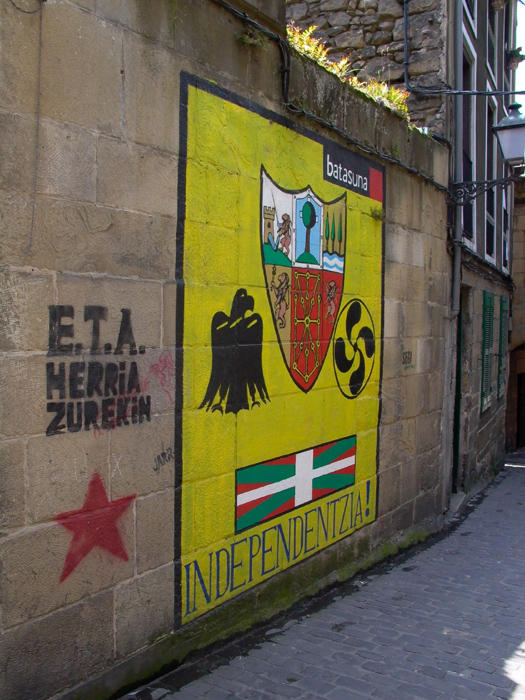
Mural con alusiones a ETA y a Batasuna en Pasajes (Guipúzcoa).

La Ley, aprobada el 27 de junio de ese mismo año, permite la ilegalización de los partidos políticos que pertenezcan a un entramado terrorista. Apoyada por los dos principales partidos españoles, el Partido Popular (por entonces en el gobierno) y el PSOE, esta ley sustituyó a la anterior ley de partidos políticos, preconstitucional, estableciendo que los partidos deben tener un funcionamiento y unas actividades democráticas, y que únicamente la autoridad judicial podrá ilegalizar un partido político, de acuerdo con la ley. De ese modo, un partido será ilegalizado y disuelto cuando persiga «deteriorar o destruir el régimen de libertades o imposibilitar o eliminar el sistema democrático». Entre las acciones que se consideran destinadas a este fin se encuentra el «dar apoyo político expreso o tácito al terrorismo, legitimando las acciones terroristas para la consecución de fines políticos al margen de los cauces pacíficos y democráticos, o exculpando y minimizando su significado y la violación de derechos fundamentales que comporta».
La Ley de Partidos no solo implicó la ilegalización de Batasuna al ser vinculado con ETA, sino también la de otros partidos como el PCE (r), por su presunta vinculación con los GRAPO.
Para algunos sectores de izquierda y del nacionalismo periférico, la aplicación de esta ley suponía privar de derechos civiles a una parte de la población y prolongar medidas propias de un estado de excepción. En este sentido, el Gobierno Vasco interpuso un recurso contra la Ley de Partidos ante el Tribunal Europeo de Derechos Humanos.
También Amnistía Internacional expresó su preocupación por la Ley de Partidos «porque, a través de la ambigüedad y la imprecisión de algunos artículos del proyecto de ley, se pudieran emprender procesos de ilegalización de partidos políticos que propugnen el cambio de principios constitucionales o leyes de forma pacífica».

### Ilegalización en España
Tras la aprobación de la Ley de Partidos, las instituciones judiciales hicieron cumplir la nueva norma. Así, el juez de la Audiencia Nacional Baltasar Garzón decretaba en un auto del 26 de agosto de 2002 la suspensión total de actividades de Batasuna, así como la clausura de sus sedes y su página web, con la prohibición expresa de efectuar ningún acto político o de propaganda, en el marco del «sumario 35/02» contra las «herriko tabernas».
Con la aprobación de la ley y esta suspensión, el Gobierno de España, a través de la Abogacía General del Estado y con la aprobación e impulso de una declaración aprobada por mayoría en el Congreso de los Diputados, presentó ante el Tribunal Supremo la demanda para la ilegalización del Batasuna. Del mismo modo obró la Fiscalía General del Estado, por medio de otra demanda.
Después de estudiar estas dos demandas, el 27 de marzo de 2003 la Sala Especial del Tribunal Supremo resolvió unánimemente dictar sentencia por la que declaró haber lugar a las demandas y se ilegalizó y disolvió, tras considerar probado que la creación de Batasuna, EH y HB fueron un hecho instrumental por parte de ETA, y que formaban parte de ella.
El Gobierno español exigió que los grupos parlamentarios de Sozialista Abertzaleak, constituidos por los representantes de Euskal Herritarrok (EH), fueran disueltos al amparo de la sentencia judicial, lo que fue acatado por el Parlamento de Navarra pero rechazado por el Parlamento Vasco.
En el País Vasco francés, donde seguía siendo legal Batasuna, la organización anunció a finales de marzo de ese año la puesta en marcha de una campaña cuyo objetivo sería «reivindicar y socializar el concepto del derecho de autodeterminación» con el apoyo de los grupos Inpendenzia y Corsica Nazione, pertenecientes al nacionalismo corso.
El 16 de enero de 2004 el Tribunal Constitucional de España confirmó por unanimidad la ilegalización de Batasuna. A la formación únicamente le quedaba la vía del recurso al Tribunal Europeo de Derechos Humanos, en el que argumentaba que la Ley de Partidos violaba una larga lista de artículos de la Constitución y de la Convención Europea de Derechos Humanos, recurso que fue admitido a trámite en 2007 y finalmente desestimado en 2009.

### La lista de organizaciones terroristas de la Unión Europea
De acuerdo con las medidas adoptadas en España, el Consejo de Ministros del Interior y de Justicia de la Unión Europea, en la reunión del Consejo de Europa del 5 de junio de 2003, acordó la ampliación de la lista de personas y organizaciones terroristas. En esta ampliación, se incluyó a Batasuna y algunas otras organizaciones presuntamente satélites de ETA. Koldo Gorostiaga, único eurodiputado de Euskal Herritarrok, fue cesado.

## Intentos de presentarse a las elecciones

### Autodeterminaziorako Bilgunea

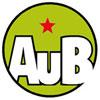
Logo de AuB.

Tras ser ilegalizada Batasuna se crearon plataformas electorales locales para presentarse a las elecciones municipales y una plataforma por la autodeterminación, Autodeterminaziorako Bilgunea (AuB), para las elecciones a las Juntas Generales del País Vasco de 2003.
Casi todas las plataformas fueron consideradas por los tribunales como una continuación de Batasuna, y por lo tanto se les impidió inscribir en las listas electorales a los miembros que anteriormente habían pertenecido a HB, EH, Batasuna o Sozialista Abertzaleak. En tales elecciones estas asociaciones llamaron al voto nulo a sus simpatizantes, e interpretaron el aumento del voto nulo como la muestra de su peso electoral. El número de votos nulos fue de 126.000, representando el 10% de los emitidos. Algunas candidaturas consideradas próximas a Batasuna pudieron presentarse en algunos municipios, obteniendo cerca de 20 alcaldías.

### Herritarren Zerrenda

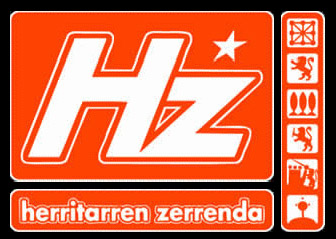
Logoo de HZ.

En las elecciones al Parlamento Europeo de 2004, a la lista electoral Herritarren Zerrenda también se le impidió presentarse por las relaciones de varios de sus miembros con Batasuna, aunque pudo presentarse legalmente en Francia. Batasuna pidió a los votantes de ambos estados que utilizasen la papeleta francesa. Los votos nulos en España sufrieron un significativo aumento, aunque muy lejos de los votos de Euskal Herritarrok en las elecciones de 1999.

### Partido Comunista de las Tierras Vascas

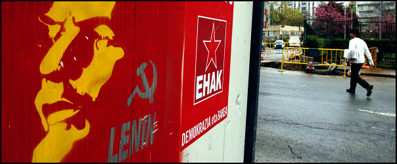
Cartel electoral de EHAK.

En las elecciones al Parlamento Vasco de 2005 Batasuna no pudo presentarse como partido político. No se permitió tampoco a Aukera Guztiak presentar candidatos por las supuestas relaciones de varios de sus miembros con Batasuna.
El Partido Comunista de las Tierras Vascas (EHAK, por sus siglas en euskera), un partido político entonces legal de escasa implantación, fundado y registrado en 2002 por miembros del sindicato abertzale LAB y que no había conseguido representación parlamentaria hasta entonces, anunció su disposición a representar los programas de Batasuna y Aukera Guztiak. Miembros de Batasuna como Arnaldo Otegi pidieron el voto para EHAK, que obtuvo el 12,44% de los votos (150.644), consiguiendo nueve escaños en el Parlamento Vasco.

### Acción Nacionalista Vasca

Acción Nacionalista Vasca, un histórico partido fundado en 1930 que formó parte de Herri Batasuna, consiguió una representación considerable en las elecciones municipales de 2007, pero fue ilegalizado al año siguiente por iniciativa del Gobierno español.

En 2007 fue ilegalizado el nuevo partido político Abertzale Sozialisten Batasuna (ASB), por ser considerado sucesor de Batasuna. Finalmente, la candidatura que representó a la izquierda abertzale ilegalizada en las elecciones municipales y forales del País Vasco fue Acción Nacionalista Vasca (EAE-ANV), partido fundado en 1930 como escisión a la izquierda del PNV y el cual llevaba 30 años sin presentar una candidatura propia a elecciones, para el cual Pernando Barrena, portavoz de la izquierda abertzale, pidió públicamente el voto. Parte de las listas de ANV fueran impugnadas, permitiendo presentarse a 123 de un total de 256, pero impidiéndose su participación en las elecciones al Parlamento de Navarra de 2007.
ANV ganó en 31 municipios de los 97 que pudo presentarse y obtuvo representación en otros 62. De esta manera, la formación independentista sumó 337 concejales en el País Vasco y 93 en Navarra, siendo la cuarta fuerza política en votos, con un 6,77% (tercera en número de concejales), en el País Vasco y cuarta (3,29%) en Navarra. ANV obtuvo también un concejal en el Condado de Treviño y otro en La Puebla de Arganzón, los municipios que forman el enclave burgalés en Álava de Treviño. Atribuyéndose todos los votos declarados nulos, ANV reclamó como propios 92.000 votos más en el País Vasco y Navarra; afirmando ser la fuerza mayoritaria en un total de 55 alcaldías de estos territorios.
En el Parlamento de Navarra, los votos nulos fueron 18.285, que la formación reivindicó como propios, correspondiéndoles según esta interpretación dos diputados electos.

### D3M y Askatasuna

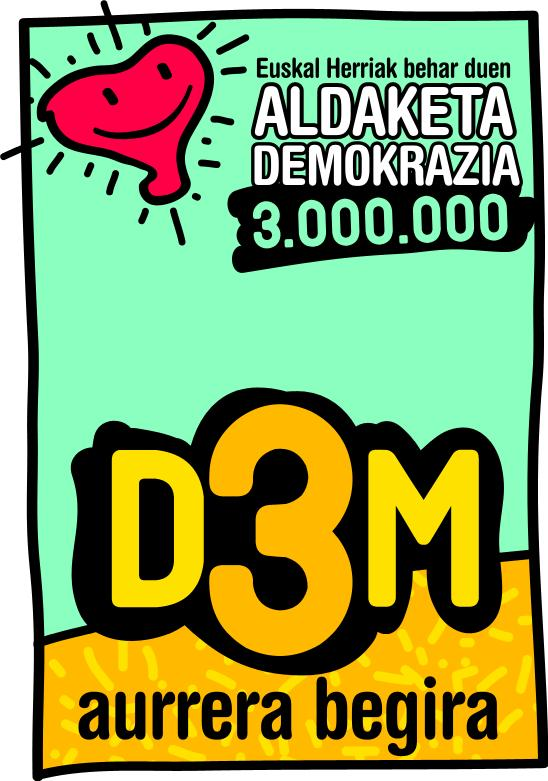
Las listas de D3M también fueron anuladas.

En las elecciones al Parlamento Vasco de 2009, la izquierda abertzale afín a Batasuna impulsó dos listas diferentes: una agrupación de electores denominada Demokrazia Hiru Milioi (D3M), en cuyas candidaturas aparecían miembros de anteriores candidaturas ilegalizadas, y el partido Askatasuna, el cual había mostrado escasa actividad hasta entonces. Ambas listas fueron anuladas el 8 de febrero de 2009 por el Tribunal Supremo. La anulación fue confirmada por el Tribunal Constitucional el 12 de febrero.
Tras la confirmación de la anulación de las candidaturas, la izquierda abertzale llamó al voto nulo, utilizando las papeletas de D3M. El voto nulo superó finalmente las 100.000 papeletas, cuando en anteriores comicios representó 4.035 votos, y fue reclamado como suyo por la izquierda abertzale radical manifestando que hubieran conseguido siete representantes. Medios ajenos a esta izquierda abertzale relacionaron el incremento del voto nulo con la campaña de D3M, estimando que los votos de D3M podían diferir en unos 5000 del total de nulos, confirmando en algunos casos la atribución de siete escaños. El ministro de Interior, Alfredo Pérez Rubalcaba, cifró los votos que se podían adjudicar a Batasuna en menos de 95.000.

### Iniciativa Internacionalista

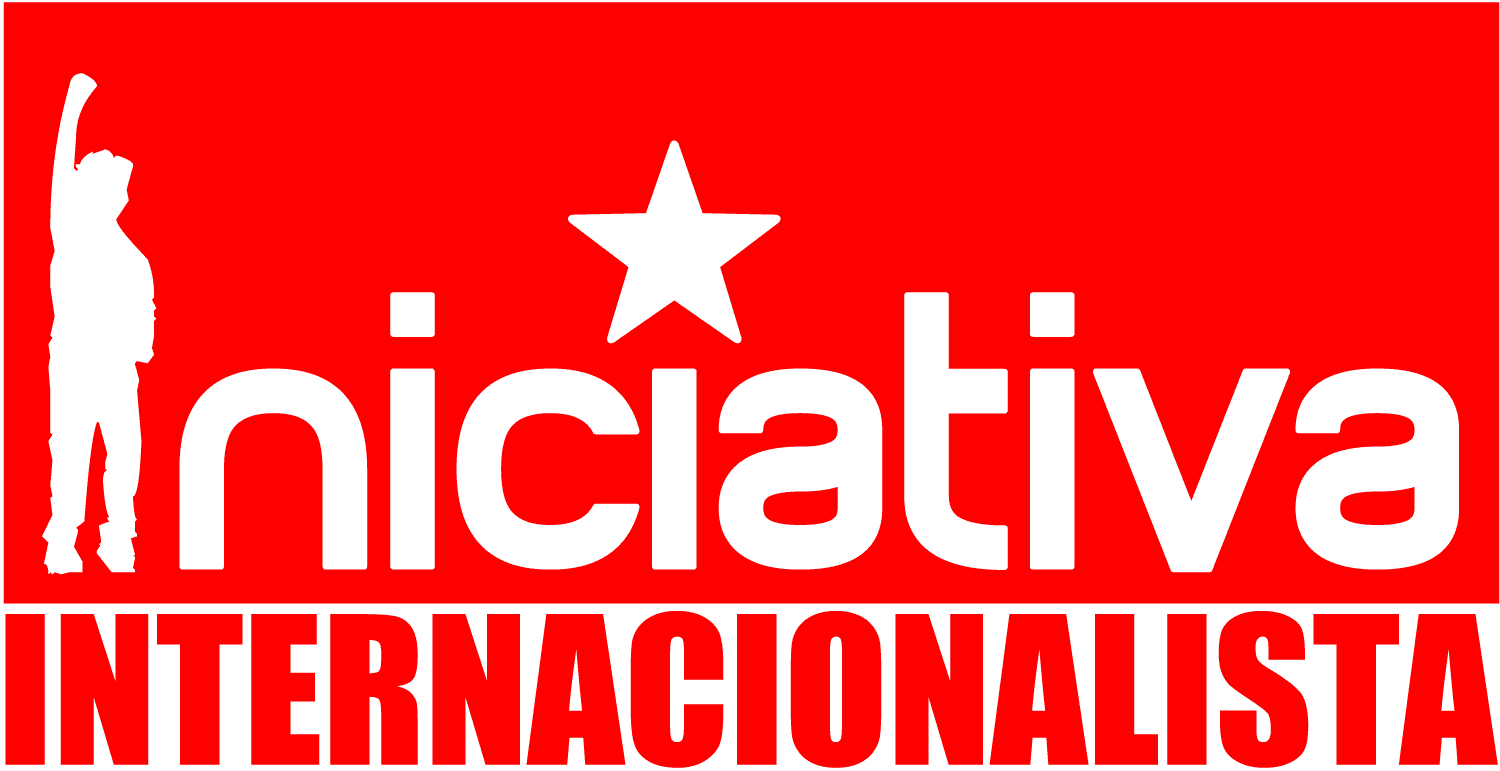
La candidatura encabezada por Alfonso Sastre fue apoyada por Batasuna en las elecciones de 2009 al Parlamento Europeo.

En las elecciones europeas de 2009, se acusó a la candidatura de Iniciativa Internacionalista-La Solidaridad entre los Pueblos, una candidatura formada por organizaciones independentistas y soberanistas de toda España, cuyo cabeza de lista era Alfonso Sastre, de estar instrumentalizada por Batasuna. En Francia, el entorno de Batasuna apoyó la candidatura Euskal Herriaren Alde, que sólo se presentó en la circunscripción Sur-Oeste de Francia.
Finalmente, la tarde del 23 de mayo de 2009, en una rueda de prensa convocada para la ocasión, Arnaldo Otegi pidió el voto de la izquierda abertzale para Iniciativa Internacionalista. Otegi reiteró que su propósito inicial había sido presentar una lista con otras fuerzas independentistas y de izquierdas, lo que había sido imposible. Tras haber constatado que tampoco podrían haberse presentado con siglas propias, habrían decidido pedir el voto para Iniciativa Internacionalista, tras la petición efectuada el día anterior por dicha organización, la cual a pesar de no ser una lista de la izquierda abertzale, «recoge buena parte de los planteamientos que la izquierda abertzale ha hecho».
La coalición obtuvo 178.121 votos en toda España, sin conseguir representación. Fue la séptima fuerza más votada (1,15% de los votos a candidaturas) y la primera de entre las que no obtuvieron representación. Dentro de estos resultados, 139.981 votos los cosechó en el País Vasco y Navarra. Fue la tercera lista más votada en Guipúzcoa (con el 23,89% de los votos a candidaturas) y Navarra (con el 11,60%) y la cuarta en Vizcaya (con 13,05%) y en Álava (11,04%).

## La propuesta de Anoeta

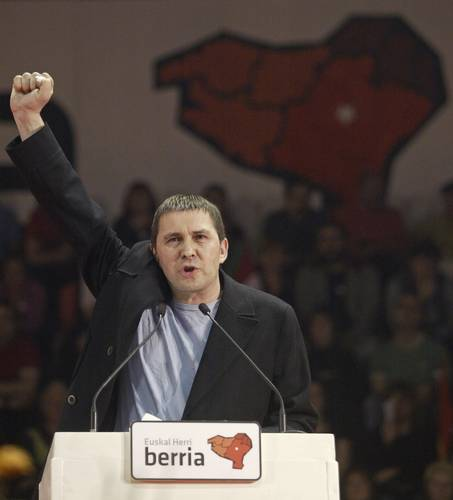
Arnaldo Otegi sería encarcelado en varias ocasiones tras la ilegalización del partido del que era portavoz.

El 14 de noviembre de 2004 Batasuna organizó un acto político multitudinario que congregó a unas 15 000 personas en el Velódromo de Anoeta. En este acto, que su portavoz Arnaldo Otegi presentó como «un acto legal de una organización ilegal», se formalizó su propuesta para la «superación del conflicto», que también sería apoyada por ETA y por otros partidos y sindicatos. Esta propuesta se basaba en el establecimiento de dos mesas de diálogo. La primera entre el Gobierno español y ETA para tratar el tema del cese de las actividades armadas, y la segunda mesa, constituida por todos los partidos políticos sin excepción, pero al margen de los parlamentos vasco y navarro, para debatir el tema político.
Muchos sectores de la política valoraron esta propuesta positivamente, siempre que ETA abandonara definitivamente las armas, aunque los dos principales partidos españoles, PP y PSOE, la calificaron de «insuficiente». En mayo de 2005 el Congreso de los Diputados dio su aprobación, con el único voto en contra del PP, a que el Gobierno dialogara con ETA si dejaba las armas.
No obstante, a partir de 2006 se intensificaron las detenciones y los procesos judiciales contra dirigentes de Batasuna, lo que supuso una condena a Arnaldo Otegi por «apología del terrorismo» que se sumó a la de noviembre del año anterior por «injurias al Rey», aunque posteriormente el Tribunal Europeo de Derechos Humanos condenaría a España por esta última resolución al determinar que se vulneró el derecho a la libertad de expresión de Otegi.
Por su parte, ETA anunció un «alto el fuego permanente» a partir del 24 de marzo de 2006 con la intención de impulsar un proceso que culminase con un nuevo marco político, lo que propició el inicio de conversaciones con el Gobierno español que finalmente no prosperaron. El 30 de diciembre y sin previo aviso, ETA rompió el alto el fuego con un atentado en el Aeropuerto de Madrid-Barajas que costó la vida a dos personas de nacionalidad ecuatoriana.

## El «caso Batasuna» ante el Tribunal Europeo de Derechos Humanos
En 2004, representantes de HB y Batasuna presentaron un recurso ante el Tribunal Europeo de Derechos Humanos (TEDH), planteando que la ilegalización y la Ley de Partidos vulneraban los derechos a la libertad de expresión, de reunión y de asociación, así como su derecho a la defensa. También presentaron recursos similares Herritarren Zerrenda, Autodeterminaziorako Bilgunea (AuB) y diversas plataformas locales. El Tribunal anunció el 12 de diciembre de 2007 la admisión parcial de dichos recursos, no admitiendo los relativos a la vulneración del derecho a la defensa.
Asimismo, el Gobierno Vasco también interpuso un recurso contra la Ley de Partidos y la ilegalización de Batasuna ante TEDH, pero el 9 de febrero de 2004 no fue admitido a trámite por considerar que una parte de un Estado no puede demandar a dicho Estado.
El 30 de junio de 2009 se hizo pública la sentencia por la cual la sala correspondiente del TEDH rechazaba por unanimidad el recurso interpuesto por Batasuna. El Tribunal consideró que la ilegalización y la disolución de Batasuna respondía a una «necesidad social imperiosa» así como que las medidas de ilegalización fueron «proporcionadas al fin buscado» y que no supusieron una violación del principio de libertad de reunión y de asociación. Al día siguiente también se pronunció sobre la anulación de las candidaturas Herritarren Zerrenda y las de las elecciones al Parlamento de Navarra, a las Juntas de Guipúzcoa, Vizcaya y Álava y a las municipales, rechanzando igualmente los recursos, estimando que la «disolución de Batasuna y de HB hubiera sido inútil si hubiera podido proseguir su actividad» a través de las candidaturas recurrentes. Finalmente, el 11 de noviembre de ese mismo año la Gran Sala del Tribunal Europeo de Derechos Humanos desestimó el recurso de Batasuna, confirmando la sentencia de junio y cerrando definitivamente la vía jurisdiccional contra la ilegalización del partido.

## Detenciones y procesos judiciales
El 4 de octubre de 2007 fueron detenidas 23 personas en Segura por orden del juez Baltasar Garzón, quien en su auto judicial los imputó por pertenencia a organización terrorista, en el marco del «sumario 35/02» contra la financiación de ETA a través de las «herriko tabernas», ya que según el juez los detenidos estaban tratando de reorganizar Batasuna. Además, 17 de ellos habían formado parte de su anterior Mesa Nacional, por lo que también fueron imputados por reiteración delictiva. Entre estos se encontraban Joseba Permach, Rufi Etxeberria, Juan Cruz Aldasoro, Mikel Zubimendi, Hasier Arraiz, Ane Lizarralde y Arantxa Santesteban, delegada de Batasuna en las reuniones con el PSE y el PNV durante la tregua de ETA de 2006. El 11 de febrero de 2008 se produjo la detención de otras 14 personas, entre las que se encontraba Karmelo Landa, en una nueva operación policial ordenada por Garzón bajo idénticas acusaciones.
A pesar de su ilegalización en España, Batasuna continuaba siendo legal en Francia. Sin embargo, el 24 de septiembre de 2008 la Gendarmería francesa arrestó a doce dirigentes de la formación, entre otros a su portavoz en territorio francés Xabi Larralde. La detención tuvo lugar un día después de que fueran detenidos también en Francia los miembros de ETA Unai Fano y María Lizarraga, y mientras se celebraba una cumbre en París entre el entonces ministro del Interior, Alfredo Pérez Rubalcaba, y su homólogo francés. Las detenciones tuvieron lugar en distintos puntos del país, se registró la sede de Batasuna en Bayona y los domicilios de varios detenidos. Tres días después, todos los detenidos fueron puestos en libertad sin cargos.
El 13 de octubre de 2009 fueron detenidos diez miembros de la izquierda abertzale, a los que se les imputó en el llamado «caso Bateragune» porque presuntamente intentaban reconstruir la Mesa Nacional de Batasuna. Por orden del juez Baltasar Garzón la policía entró en la sede central del sindicato LAB, en San Sebastián, donde detuvo al exportavoz de Batasuna Arnaldo Otegi y al exsecretario general de LAB Rafa Díez, junto con Rufi Etxeberria, Arkaitz Rodríguez y Sonia Jacinto. También serían detenidos en otros puntos del País Vasco otros referentes de la izquierda abertzale, entre ellos Miren Zabaleta, hija del dirigente de Aralar Patxi Zabaleta.
El auto judicial recogía que Batasuna llevaba tiempo trabajando para que ETA declarara una tregua parcial con el objetivo de poder llegar a acuerdos con Eusko Alkartasuna, Aralar, Abertzaleen Batasuna y el sindicato ELA de cara a un proyecto común, con la exclusión del PNV, para presentarse a las elecciones municipales y forales. Los detenidos con dicho fin habrían formado un grupo llamado Bateragune ('punto de encuentro'), que tendría como "sede operativa" el edificio del sindicato LAB donde se realizaron las primeras detenciones. El auto decretó prisión incondicional para Miren Zabaleta y los detenidos en la sede de LAB, salvo Rufi Etxeberria que quedó libre sin cargos.
Estas detenciones, más el hecho de que varias de ellas se realizaran en una sede sindical, generaron una de las mayores concentraciones de protesta de los últimos años en el País Vasco, que fue convocada por la mayoría sindical vasca y respaldada por todos los partidos nacionalistas.

## Declaración de Alsasua
Batasuna, por su parte, respondió a las detenciones de octubre de 2009 haciendo público el documento de debate Clarificando la fase política y la estrategia, que según esta organización los detenidos estaban elaborando para apostar «por un proceso que supere la violencia». Lo que fue respaldado días después por unos 110 representantes en una declaración pública de «principios y voluntad» en un acto celebrado en Alsasua el 14 de noviembre y ratificado por las asambleas de bases de Batasuna en febrero de 2010, después de haber sido debatido por más de 6500 personas y aprobado por el 80% de la militancia frente al texto alternativo presentado por Ekin y Segi que defendía la vigencia de la lucha armada como instrumento de presión.
Mediante la presentación del documento Zutik Euskal Herria, las bases de Batasuna asumían los Principios Mitchell para dar salida al conflicto vasco, un «proceso democrático en ausencia de violencia» y la «acumulación de fuerzas soberanistas». En el documento se descartó el uso de la violencia como forma de hacer política apelando a la «lucha de masas, la lucha institucional y la lucha ideológica» como únicas vías, al tiempo que afirmaba que «nadie podrá utilizar la fuerza o amenazar con su uso para influenciar en el curso o el resultado de las negociaciones multipartitas, así como para tratar de modificar el acuerdo que nazca de las mismas». Igualmente, se comprometían en la creación de un nuevo partido político independentista y de izquierdas.
A la presentación del documento le siguió la Declaración de Pamplona, en la cual la izquierda abertzale apelaba por primera vez a ETA en público, demandándole a ésta y al gobierno español el cumplimiento de la Declaración de Bruselas, realizada por varias fundaciones y premios nobel de la paz (entre los cuales, el expresidente sudafricano Frederik de Klerk, el arzobispo Desmond Tutu, y los ex primeros ministros irlandeses, John Hume y Mary Robinson), en la que se pedía un alto el fuego permanente e incondicional que fuera supervisado internacionalmente. El 5 de septiembre de 2010, ETA anunció un cese de las «acciones armadas ofensivas», que fue entendido como un «alto el fuego».
Tras su ilegalización en España, Batasuna continuó funcionando como organización política, aunque fue dejando de utilizar dicho nombre en sus actos de forma progresiva, hasta que en 2010, con la resolución Zutik Euskal Herria, las bases sociales de este movimiento apostaron por crear una nueva estructura organizativa legal, en ruptura explícita con la violencia de ETA y cumpliendo con la letra de la Ley de Partidos, que se materializó al año siguiente como Sortu. Si bien Sortu no tiene identificación con las organizaciones políticas ilegalizadas, ya que tiene la referencia en la resolución Zutik Euskal Herria, ocupa el espacio sociológico de la izquierda abertzale.

## Autodisolución en Francia
El 3 de enero de 2013, durante una rueda de prensa celebrada en la ciudad vasco-francesa de Bayona, los portavoces de Batasuna Maite Goienetxe y Jean-Claude Agerre anunciaron la autodisolución de la organización para "adaptarse al nuevo ciclo político". Posteriormente sus militantes se integraron en Sortu durante su congreso constituyente.